# Кривка (Україна)
Кри́вка — село у Українських Карпатах, в Самбірському районі Львівської області.

## Географія
Розташоване за 22 км від залізничної станції Сянки і 38 км від колишнього райцентру Турка.
Селом протікає потік Баблиова.

## Історія
Перша згадка датована 1558 роком.
У Радянсько-німецькій війні брали участь 60 селян, з них 16 загинули. 1967-го встановлено обеліск у пам'ять про жертв війни.
В околицях села активно діяла УПА, яка боролася з місцевими запроданцями.
Унаслідок примусової колективізації у селі почало працювати відділення нижньогуснянського радгоспу «Карпати».

## Церкви
13 червня 1561 р. король Сигізмунд Август підтвердив надання парафії священику о. Костеві зроблене Яном Мєлєцьким. Привілеї на лан ґрунту парафія отримувала від королів Сигізмунда III у 1596 р., Яна Казимира 17 січня 1651 р., Яна III Собєського 6 травня 1682 р.

### Церква святого Миколая1795р.

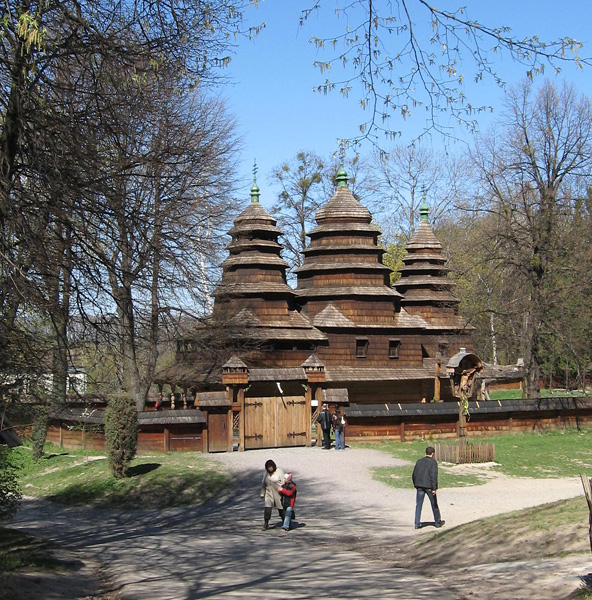
Церква Святого Миколи з села Кривка

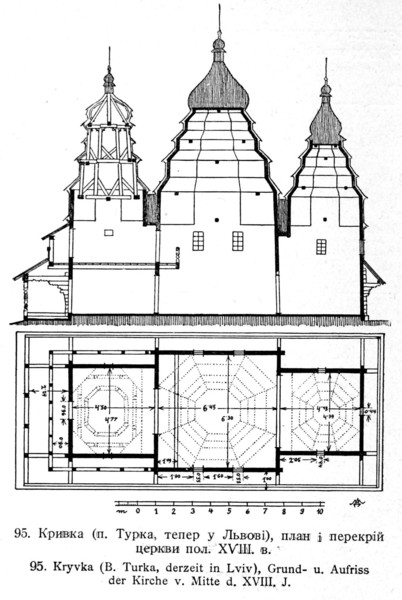
План і перекрій церкви Св. Миколая із с. Кривка. М.Драган

Церква св. Миколая була побудована в 1761, за іншими даними в 1763, за іншими — 1795 році народними майстрами в селі Кривка Турківського району (нині — Львівська область). У 1914 році в ході військових дій між австро-угорською та російською арміями була пошкоджена снарядом, зокрема, зруйнований верх галереї над бабинцем.
|  | Під час Першої світової війни село Кривка опинилося на шляху російських військ через Верецький перевал на Закарпаття, тому кілька днів у селі велися жорстокі бої у вересні 1914 року. Людей виселили до табору Гминди. Село було зовсім спалене і знищене, як жодне в повіті, залишилась тільки церква... |

### о. Куновський Маркелій
Настоятелем церкви св. Миколи з 1891 по 1926 рік був о. Маркелій Куновський.

|  | Складно сказати, яка б доля чекала цей шедевр дерев’яного зодчества, яким є невеличка бойківська церква зі села Кривка, що на Турківщині та яка сьогодні є окрасою Музею народної архітектури та побуту у Львові, якби не те, що на той час парохом у цьому селі був о. Маркелій Куновський. Згідно з одними джерелами, ця церква, посвячена отцю Миколаю, була збудована 1761 року, а, згідно з іншими - 1763-го. Вона довго задовольняла потреби мешканців села, кількість яких ніколи не перевищувала 400 осіб, а в 1920-х роках зросла майже вдвоє, а тому громада села вирішила розібрати стару церкву і на її місці поставити нову. (...) Стару церкву очікувала доля багатьох дерев’яних церков: її або могли продати в якесь інше бідніше село, або просто використати дерево на опалення. (...) Під час дискусії з громадою щодо майбутнього старої церкви отець Маркелій Куновський звернувся до відомого мистецтвознавця Михайла Драгана, який попросив допомоги Митрополита Андрея Шептицького і переконав його, що варто викупити в села цю церкву і перевезти її до Львова. Під керівництвом М. Драгана стару церкву розібрали й перевезли до Львова, у теперішній Шевченківський гай, започаткувавши у такий спосіб Музей народної архітектури й побуту просто неба. Церкву перевезли возами з Кривки і змонтували на новому місці 1930 року. |

о. Маркилій Куновський народився 19 грудня 1853 р. у с. Бистриця Дрогобицького повіту Галичини в священичій родині. Батько — о. Тома Куновський (1818—1890 рр.) — парох с. Бистриця Дрогобицького повіту (священичий сан отримав у 1845 році). Мати — Домініка Ільницька, донька о. Василя Ільницького і Вікторії Топольницької.

Самбірську гімназію закінчив у 1873 р.

1873—1875 рр. — навчався у Львівському університеті на теологічному факультеті.

1876—1877 рр. — навчався в Перемиській духовній семінарії

Ієрейські свячення отримав 18 квітня 1880 р. із рук єпископа І. Ступницького у Перемишлі.

Був одружений з Юлією Чайковською-Тимкович (1868 р.н.), донькою о. Григорія Чайковського і Йосифи Кромер.

Був на парохіях в селах:
- с. Росохач, Турківського повіту (1881—1882 рр.) — адміністратор;
- с. Яблінка Вижня, Турківського повіту (1882—1891 рр.) — парох;
- с. Кривка, Турківського повіту (1891—1926 рр.) — парох.

26 липня 1898 р. відбулася канонічна візитація парохії в с. Кривка перемиським єпископом Костянтином Чеховичем (лист від 12 грудня 1898 р. за № 4977). У листі відзначається ревна душпастирська діяльність отця пароха та взірцевий порядок у церкві.

Помер 4 квітня 1926 р. у с. Кривка, похований біля церкви Пресвятої Трійці в с. Маткові.
В 1930 році церкву під наглядом та керівництвом М. Драгана було розібрано, перевезено й зібрано у Львові як головний храм Лаври св. Йоана Хрестителя Студійського Уставу, яку митрополит заснував у 1927 році.
На новому місці її поставили майстри Тома Джурин та Прокіп Демків з с. Ціневи (сьогодні село Рожнятівського району, Івано-Франківської області). Відновили втрачені елементи, замінили ґонту, стіни храму зсередини обшили кедровими дошками.
У 1930 році вона стала церквою Премудрости Божої студитської Лаври.
Навесні 1931 року церковне подвір'я обвели огорожею, збудували дерев'яні ворота і невеличку хвіртку. Цього ж року церква освячена. Оригінальний іконостас зберегли і поставили до нової церкви в Кривці, тому до церкви Премудрости Божої справили іконостас зі старої церкви с. Воля-Жовтанецька (сьогодні Кам'янка-Бузького району, Львівської обл.).

### Церква Непорочного Зачаття Пр. Богородиці (1927 рік)
У 1927 році тесля Юрій Мацедка з Таняви без відповідного дозволу збудував нову хрещату триверху дерев'яну церкву.
Розташовується на схилі пагорбу, відокремленого потоками, посеред села, на цвинтарі. Це хрещата, триверха будівля в неоукраїнському стилі, з гранчастим вівтарем і прямокутними укороченими бічними раменами та бабинцем. При вівтарі, по обидва боки, розташовані прямокутні захристії. Вінчають основні об'єми високі світлові восьмерики, вкриті наметовими банями зі сліпими ліхтарями та маківками.
На гребенях двосхилих причілкових дахів бічних рамен теж встановлені ліхтарі з маківками. Оточує церкву піддашшя, оперте на профільовані випусти вінців зрубів. При західній стіні бабинця, під піддашшям, схований засклений ґанок. Стіни підопасання, надопасання та восьмериків ошальовані вертикально дошками і лиштвами
На північ від церкви, на місці старої, розташована широка дерев'яна триярусна, квадратова в плані дзвіниця, вкрита наметовим дахом. Зведена вона наприкінці 1930-х рр.
Нова церква в селі залишалася чинною весь радянський період. На початку 1990-х рр. переосвячена на церкву Непорочного зачаття Пр. Богородиці. Церква у користуванні громади УГКЦ.

## Господарство
М'ясо-молочне тваринництво.

## Соціальна сфера
Восьмирічна школа, бібліотека (6400 книг), медпункт, дві крамниці, народний дім.

## Відомі люди

### В селі народились
- Куновський Володимир Маркилійович — український священник, богослов, фотограф-аматор, дослідник історії рідного краю, мученик за віру, загинув від рук КГБістів;
- Хлипняч Ярослав Олексійович — діяч антирадянського підпілля на Західній Україні, репресований, політв'язень. Почесний громадянин Мукачевого.

### В селі загинули
• Андрейчин Євген Йосипович — «Бистрий» (нар. 1922, Красне — † 29.02.1948, Кривка) — кущовий ОУН(р);

## Посилання

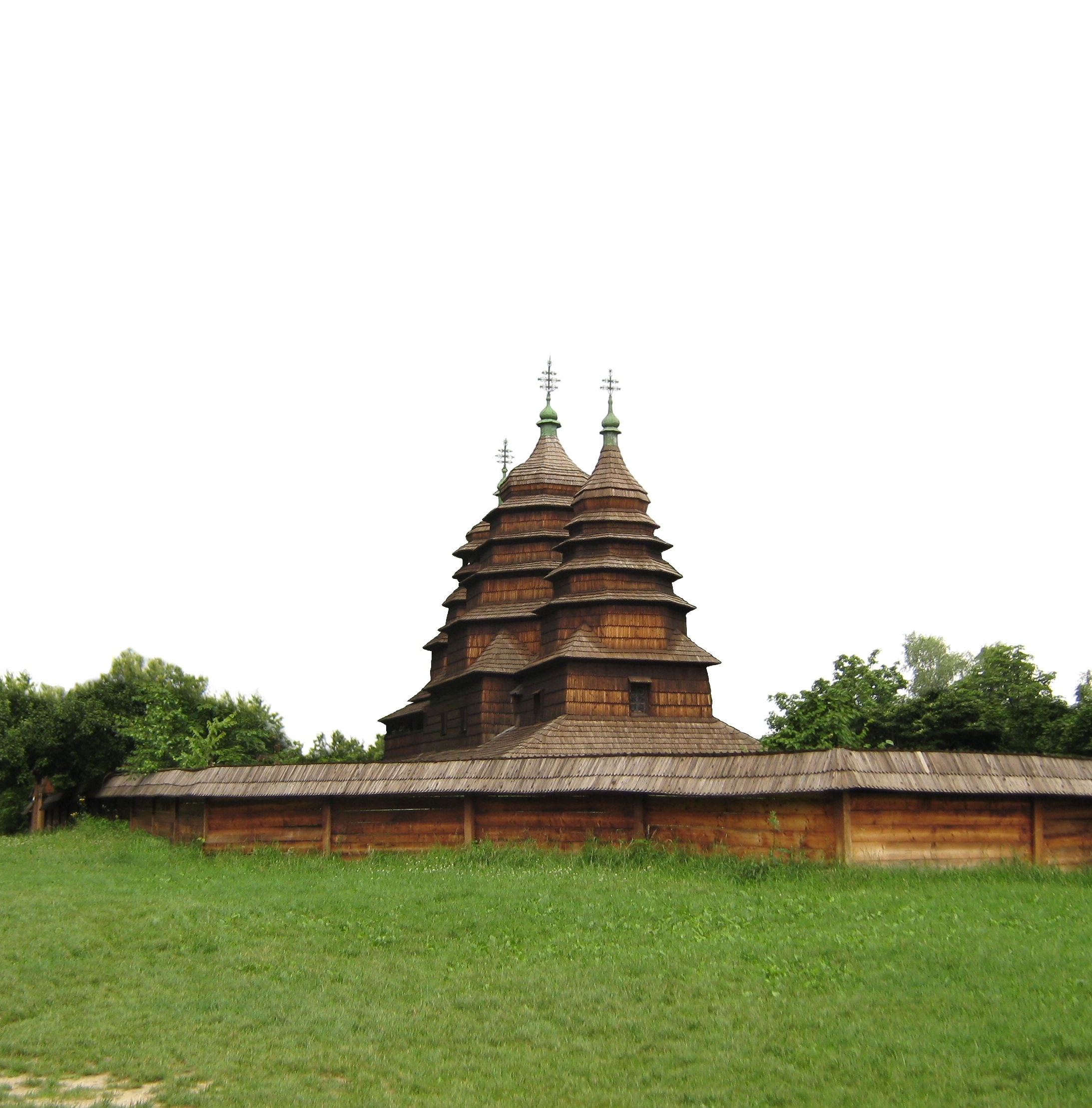
Церква з с.Кривки Турківського р-ну
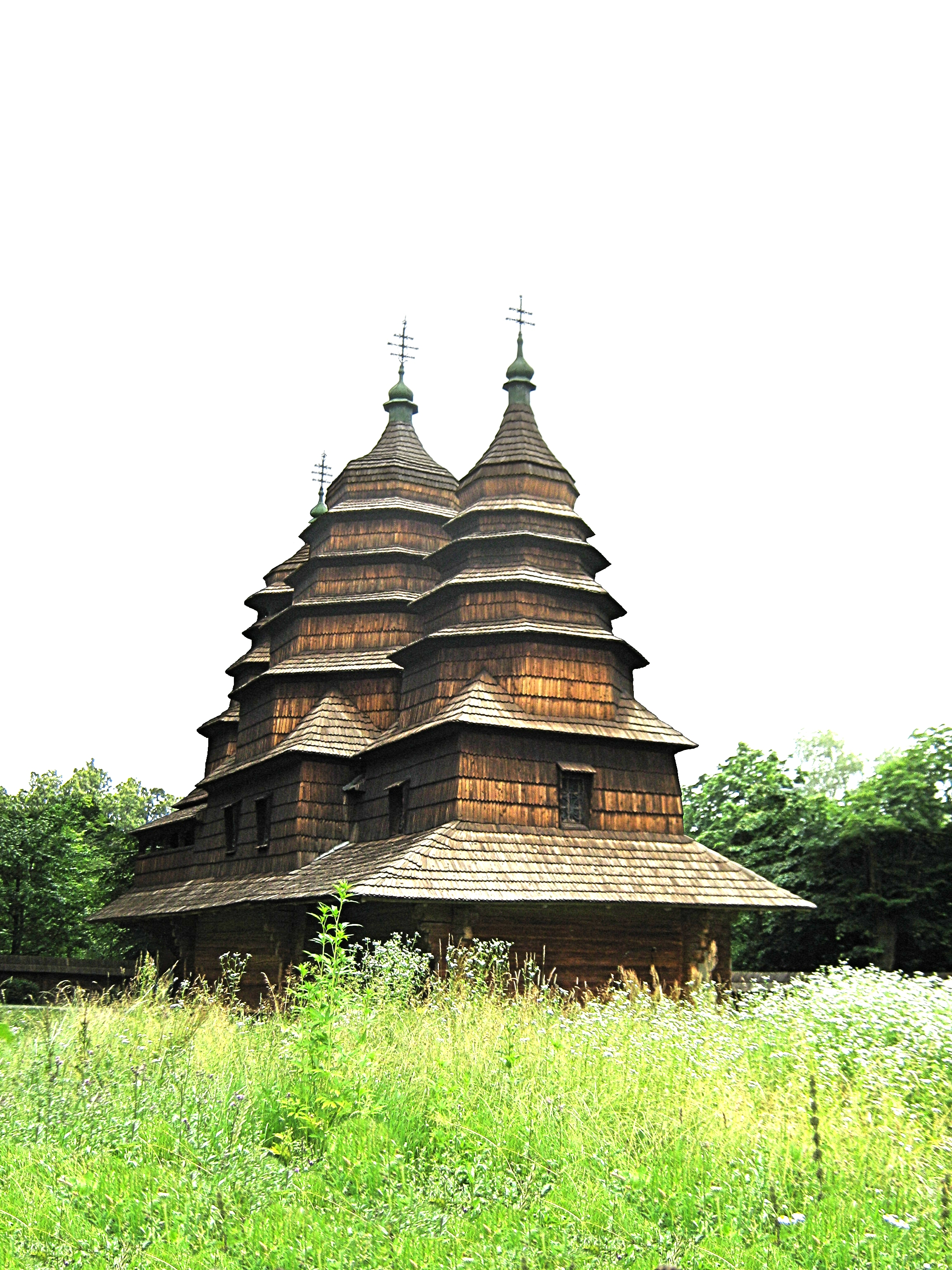
Церква з с.Кривки Турківського р-ну
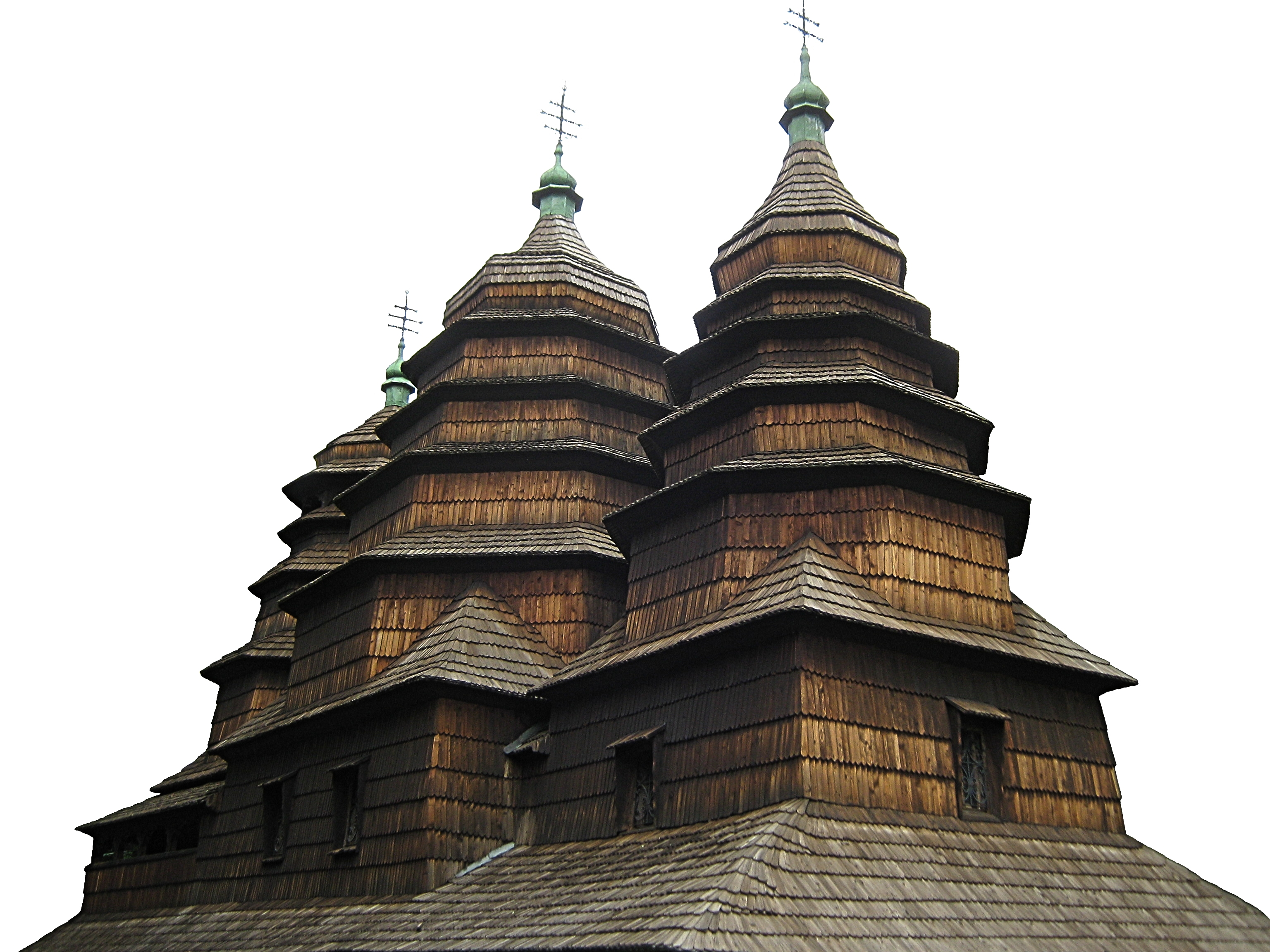
Церква з с.Кривки Турківського р-ну